# Fatal Bazooka
I Fatal Bazooka sono un gruppo musicale rap/R&B francese, formatosi nel 2006.

## Formazione
- Michaël Youn
- Vincent Desagnat
- Benjamin Morgaine

## Discografia

### Album
- 2007 - T'as vu?

### Singoli
- 2006 - Fous ta cagoule
- 2007 - Mauvaise foi nocturne (La réponse) (feat. Vitoo)
- 2007 - J'aime trop ton boule (Shake ton booty)
- 2007 - Trankillement
- 2008 - Parle à ma main (feat. Yelle)
- 2010 - Tuvaferkwa
- 2014 - Ce soir sans mon sexe